# Frontenac (Québec)
Pour les articles homonymes, voir Frontenac.
Frontenac est une municipalité du Québec (Canada), située dans la MRC du Granit en Estrie.

## Toponymie
« En 1882, la municipalité des cantons unis de Spaulding-et-Ditchfield – noms faisant allusion à des villes d'Angleterre – était créée et fut connue sous ce nom jusqu'en 1959, date à laquelle celui-ci a été modifié en Frontenac. Ce dernier nom rappelle Louis de Buade de Frontenac ».

## Histoire

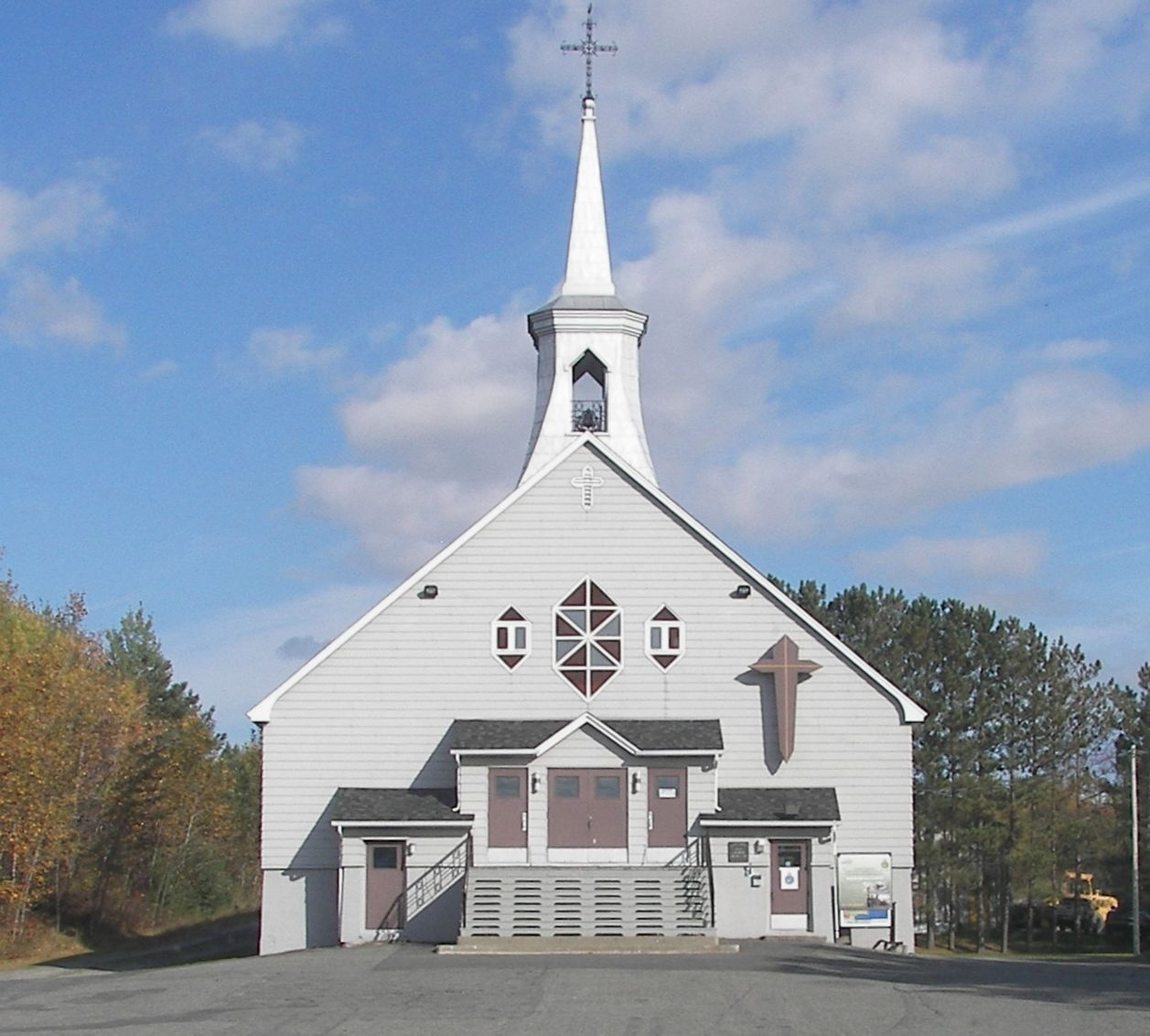
Église St-Jean Vianney à Frontenac.

### Chronologie
- 1er janvier 1882 : érection des cantons unis de Spaulding-et-Ditchfield.
- Arrivée des premiers colons venant de Grande-Bretagne et des États-Unis à partir de 1870.
- Ouverture de la chapelle anglicane St-John (Ditchfield) en 1889, situé dans le rang 4.
- 18 avril 1959 : les cantons unis de Spaulding-et-Ditchfield deviennent la municipalité de Frontenac.

## Géographie
La municipalité couvre un territoire de 222 km2, à l'est du lac Mégantic jusqu'à la frontière du Maine. Frontenac est traversée par la route 204. Le rang 4 mène au Lac aux Araignées.

## Démographie
| 1996  | 2001  | 2006  | 2011  | 2016  | 2021  |
| ----- | ----- | ----- | ----- | ----- | ----- |
| 1 402 | 1 498 | 1 622 | 1 650 | 1 734 | 1 811 |

## Administration
Les élections municipales se font en bloc et suivant un découpage de six districts.
| Frontenac Maires depuis 2003                                                                                         |                     |         |          |
| Élection | Maire               | Qualité | Résultat |
| 2003 | Jean-Denis Cloutier |         | Voir     |
| 2005 | Jean-Denis Cloutier | Voir    |          |
| 2009 | Jean-Denis Cloutier | Voir    |          |
| 2013 | Jean-Denis Cloutier | Voir    |          |
| 2017 | Gaby Gendron        |         | Voir     |
| 2021 | Gaby Gendron        | Voir    |          |
| Élection partielle en italique Depuis 2005, les élections sont simultanées dans toutes les municipalités québécoises |                     |         |          |

## Attraits
- Plage du lac aux Araignées[4]
- Route des Sommets[5]
- Club de Golf du lac Mégantic[6]
- Tour d'observation des Hautes Appalaches[7]